# أل كون
أل كون (بالإنجليزية: Al Cohn) هو عازف ساكسفون وملحن أمريكي، ولد في 24 نوفمبر 1925 في نيويورك في الولايات المتحدة، وتوفي في 15 فبراير 1988 في سترودسبورغ في الولايات المتحدة.

## وصلات خارجية
- أل كون على موقع ميوزك برينز (الإنجليزية)
- أل كون على موقع قاعدة بيانات برودواي على الإنترنت (الإنجليزية)
- أل كون على موقع أول ميوزيك (الإنجليزية)
- أل كون على موقع ديسكوغز (الإنجليزية)